# Hans Heinrich Rupp
Hans Heinrich Rupp (auch Hans-Heinrich Rupp; * 11. März 1926 in Annweiler am Trifels; † 9. April 2020) war ein deutscher Rechtswissenschaftler.

## Leben
Rupp studierte zunächst Mathematik und Physik und anschließend Rechtswissenschaften an den Universitäten Heidelberg und Mainz. 1950 legte er die erste juristische Staatsprüfung ab. Nach der Promotion 1953 in Mainz (Dissertation: Die ärztlichen Berufskörperschaften) wurde er 1955 Landgerichtsrat. Nach der Habilitation 1963 an der Eberhard Karls Universität Tübingen (Grundfragen der heutigen Verwaltungsrechtslehre, betreut von Otto Bachof) wurde er dort Privatdozent und 1964 Professor in Marburg. Von 1968 bis 1992 lehrte er als Professor für Öffentliches Recht in Mainz. 1972/1973 war er Dekan des Fachbereichs.

## Schriften (Auswahl)
- mit Wilhelm Karl Geck: Die Stellung der Studenten in der Universität. 1968.
- Verfassungsrechtliche Aspekte der Postgebühr und des Wettbewerbs der Deutschen Bundespost mit den Kreditinstituten. Köln 1971, ISBN 3-504-10000-1.
- Grundgesetz und Wirtschaftsverfassung. Tübingen 1974, ISBN 3-16-636091-3.
- mit Horst Konzen: Gewissenskonflikte im Arbeitsverhältnis. Leistungsverweigerung und Gewissensfreiheit im Vertragsrecht. Heymann, Berlin/Bonn/München 1990.
- Verfassungsfragen bei der Anwendung des Heilpraktikergesetzes auf Diplom-Psychologen. Rechtsgutachten. Bonn 1985, ISBN 3-925559-04-3.
- Grundfragen der heutigen Verwaltungsrechtslehre. Verwaltungsnorm und Verwaltungsrechtsverhältnis.  2. Aufl., Mohr Siebeck, Tübingen 1991, ISBN 3-16-145732-3.